# Dendrobium macrogenion
Dendrobium macrogenion är en orkidéart som beskrevs av Rudolf Schlechter. Dendrobium macrogenion ingår i släktet Dendrobium, och familjen orkidéer. Inga underarter finns listade i Catalogue of Life.